# Glenea submorosa
Glenea submorosa é uma espécie de escaravelho da família Cerambycidae. Foi descrita por Stephan von Breuning em 1952.